# Paul Grohmann

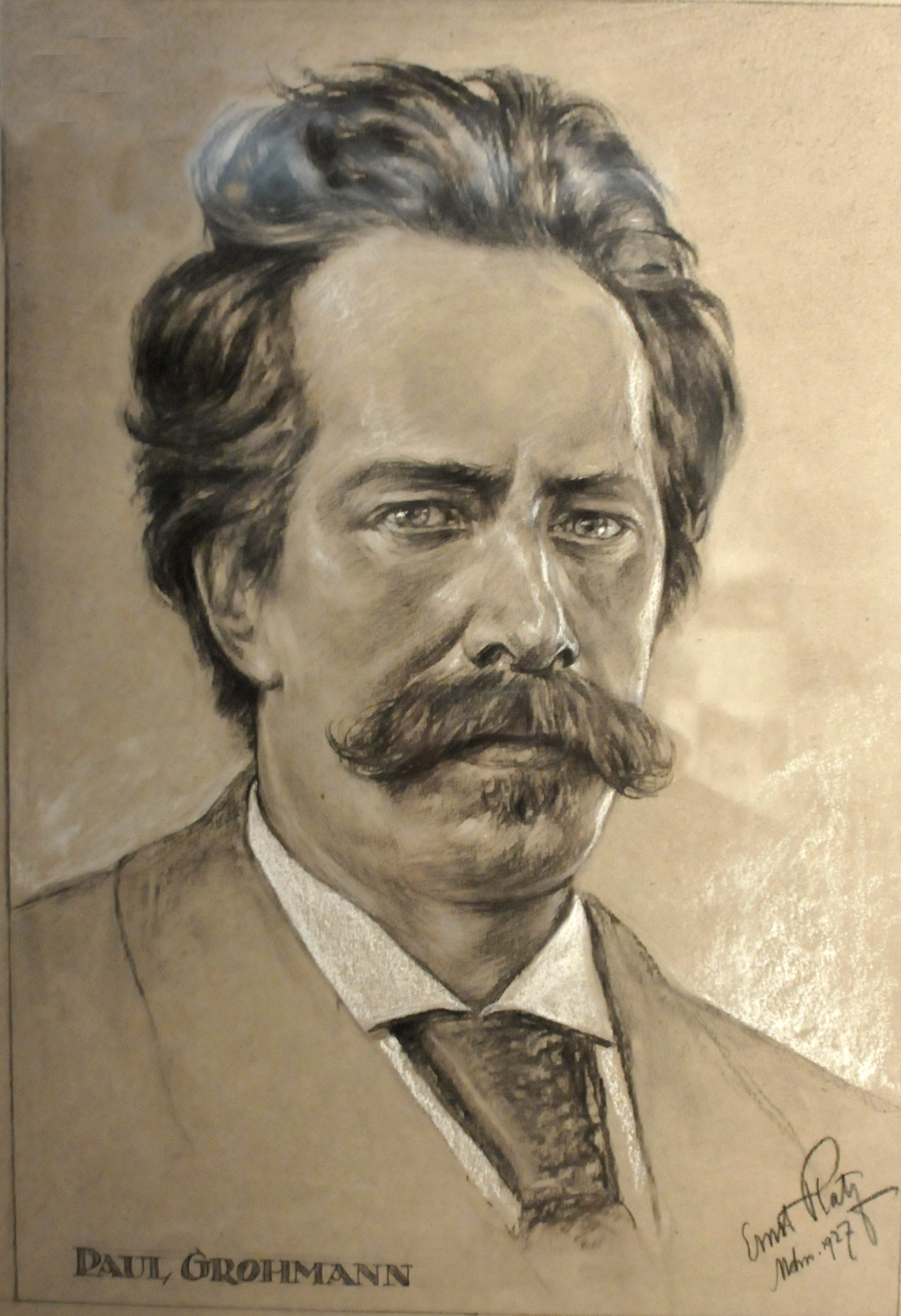
Paul Grohmann, Zeichnung von Ernst Platz, ca. 1927

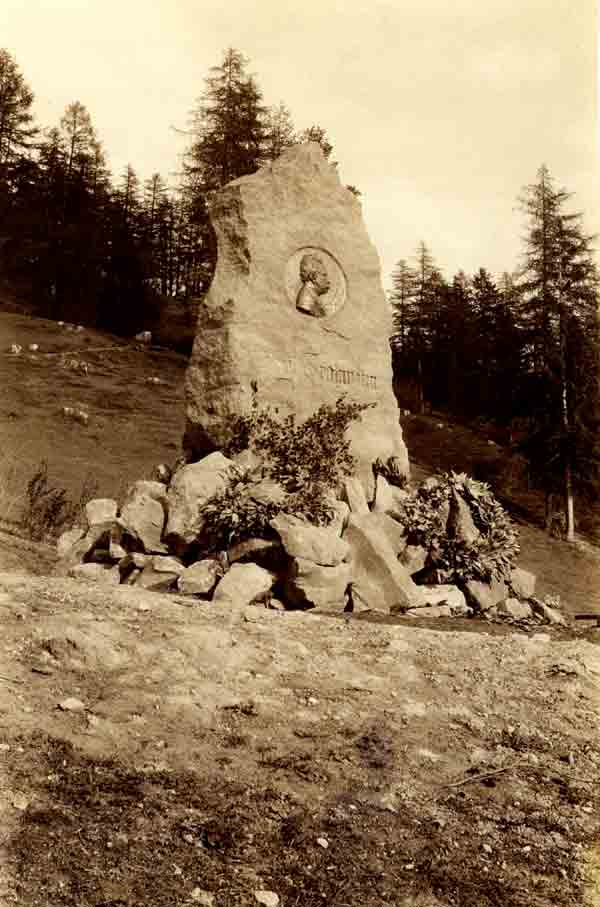
Denkmal für Paul Grohmann in St. Ulrich in Gröden (nach einem Foto von Emil Terschak 1898 in St. Ulrich)

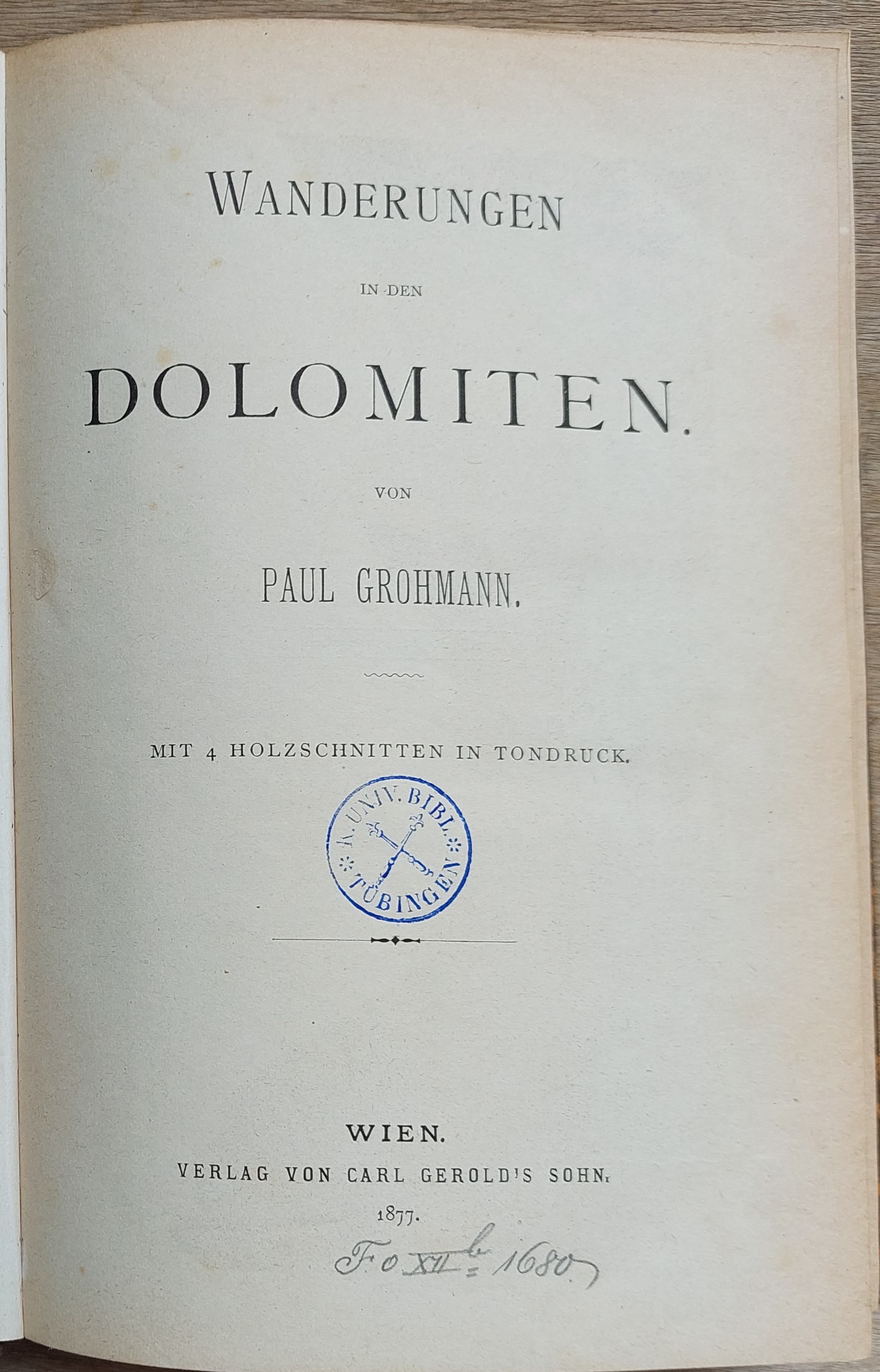

Paul Grohmann (* 12. Juni 1838 in Wien, Kaisertum Österreich; † 29. Juli 1908 ebenda) war ein österreichischer Alpinist und Mitbegründer des Österreichischen Alpenvereins.

## Würdigung
Paul Grohmann war 1862 mit Guido von Sommaruga und Edmund von Mojsisovics Mitbegründer des Österreichischen Alpenvereins. Ihm gelangen zahlreiche Erstbegehungen in den Dolomiten, den Karnischen Alpen und den Zillertaler Alpen. Grohmann ist einer der herausragendsten österreichischen Alpinisten der Gründerzeit.
Ihm zu Ehren wurde 1875 die bis dahin unbestiegene zweithöchste Erhebung in der  Langkofelgruppe in Grohmannspitze benannt. In St. Ulrich in Gröden wurde 1898 anlässlich seines 60. Geburtstages ein Monument zu Ehren des Erstbesteigers vieler Dolomitengipfel errichtet. Im Jahr 1984 wurde in Wien-Donaustadt die Grohmannstraße nach ihm benannt.

## Erstbesteigungen
- Hochalmspitze (15. August 1859)
- Tofana di Mezzo (29. August 1863)
- Boèspitze (30. Juli 1864) – bereits zuvor von einheimischen Jägern bestiegen
- Tofana di Rozes (29. August 1864)
- Punta Sorapiss (16. September 1864)
- Marmolada (28. September 1864)
- Hochfeiler (24. Juli 1865)
- Tofana di Fuori (27. August 1865)
- Cristallo (14. September 1865)
- Hohe Warte (30. September 1865)
- Olperer (10. September 1867)
- Dreischusterspitze (18. Juli 1869)
- Langkofel (13. August 1869), mit Franz Innerkofler und Peter Salcher
- Große Zinne (21. August 1869), mit Franz Innerkofler und Peter Salcher

## Bibliografie
- Paul Grohmann: Karte der Dolomit Alpen von Sexten, Ampezzo, Cadore, Buchenstein, Fassa, Gröden, Enneberg, Prags. Nach den besten Quellen und eigenen Beobachtungen herausgegeben. Eigenverlag. Wien 1875.
- Paul Grohmann: Wanderungen in den Dolomiten. Mit vier Holzschnitten im Tondruck. Verlag von Carl Gerold’s Sohn, Wien 1877 OCLC 248993156 (VIII, 327, 1 Druckfehlerkorrektur, 4 Tafeln); Faksimile: bei Antiquariat Fines Mundi, Saarbrücken 2008 ISBN 978-1-230-74047-8